# Famille de Vesoul
La famille de Vesoul est une famille française dont la plupart des membres provenait de la cité de Vesoul, dans le comté de Bourgogne.

## Armes
Les armes de la maison de Vesoul étaient : « de sable à la face d'or, avec un lévrier d'argent en chef accolé et bouclé d'or, et en pointe trois quintefeuilles percées d'argent, mises en face, timbrées, couronnées d'or, surhaussées d'un lévrier naissant d'argent accolé et bouclé d'or ».

## Famille de Vesoul
Hugues, prévôt de Vesoul, il devenait la tige de la maison de Vesoul qui devait s'éteindre au XVIe siècle. Dans son testament daté de 1282 il déclarait vouloir être inhumé dans l'église du prieuré Saint-Nicolas du Marterois à laquelle il donnait trois familles d'hommes au village d'Auxon.
Mariages et succession :
De sa première épouse il a:
- Hugues,
- Vuillemin,
- Jean, chanoine de Besançon,
- Pierre.

De sa seconde épouse il a :
- Thierry qui suit,
- Marguerite, elle épousait Jean de Velleguindry, écuyer,
- Simonette,
- Béatrix,
- Sibile,
- Jacquette.

Thierry de Vesoul, issu du second mariage d'Hugues. Chevalier, seigneur de Velle Perrot, Frotey, Colombier, Lambrey, Villers, Saint-Martin, Noident, la Rochette, Auxon, Quincey, La Demie et Échenoz. Il testait au mois d'août 1283 et choisissait sa sépulture dans l'église du prieuré Saint-Nicolas du Marterois, dans la chapelle fondée par son père.
Mariages et succession :
Il se mariait en premières noces à Marguerite de Lambrey puis à Jeannette.
De son premier mariage il a :
- Thibaud,
- Simonin qui suit.

De sa seconde épouse il a :
- Jean,
- Marie,
- Vuillemette,
- Marguerite.

Simonin de Vesoul, né du premier mariage de Thierry. écuyer, seigneur de Velle Perrot et Frotey. Il disposait de ses biens en 1312 en faveur de ses enfants qu'il avait eu d'Alix sa femme. Il ordonnait qu'il soit inhumé dans le prieuré Saint-Nicolas du Marterois. Il a :
- Perrin,
- Nicolas qui suit,
- Isabelle.

Nicolas de Vesoul, écuyer. seigneur de Velle Perrot, Frotey, Auxon et Épenoux. Il a :
- Richard qui suit,
- Renaud, écuyer. Il servait en 1386 sous la bannière de Jean de Ville-sur-Arce, bailli du comté de Bourgogne.

Richard de Vesoul, écuyer. Seigneur de Frotey et Épenoux. En 1385 il prêtait hommage au comte de Bourgogne pour le château de Frotey.
Mariage et succession :
Il avait épousé Catherine, fille de Simonin de Vesoul, de qui il a :
- Jean qui suit,
- Jacques qui faisait la branche de Frotey.

Jean de Vesoul, damoiseau, surnommé le boiteux.
Mariage et succession :
Il épousait Jeannette d'Ysome de qui il a :
- Guillaume qui suit,
- Henry, il était reçu dans la confrérie de Saint-Georges.
- Alix, femme de Jean Pomielle.

Guillaume de Vesoul, damoiseau. Il testait le 27 mai 1429 et choisissait comme sépulture l'église de Vesoul dans la chapelle Saint-Jean-Baptiste.
Mariage et succession :
Il épousait Guyette de qui il a :.
- Marguerite,
- Jeanne.

## Branche deFrotey
Jacques de Vesoul, second fils de Richard et Catherine, seigneur de Frotey et d'Arpenans.
Mariage et succession :
Il épousait Jacquette d'Arpenans, fille de Renaud d'Arpenans, écuyer, seigneur du lieu, de qui il a Renaud qui suit.
Renaud de Vesoul, dit Cheneveule, écuyer, seigneur de Frotey et d'Arpenans.
Mariage et succession :
Il épousait Marguerite de Semoustier de qui il a :
- Simon qui suit,
- Guillemette, mariée à Guillaume d'Angoulevant, écuyer.

Simon de Vesoul, écuyer, seigneur de Frotey et d'Arpenans. Il était reçu dans la confrérie de Saint-Georges en 1470.
Mariage et succession :
Il épousait Jeanne de Salins de qui il a :
- Étienne qui suit,
- Bonne, dame de Remiremont.

Étienne de Vesoul, écuyer, seigneur de Frotey et d'Arpenans. Reçu dans la confrérie de Saint-Georges en 1483.
Mariages et succession :
Il épousait en premières noces Jeanne de Fallerans, fille d'Henry de Fallerans, écuyer et en secondes noces Adrienne d'Achey, veuve de Louis d'Orsans. 
Du premier mariage il a :
- Jean qui suit,
- François, prieur à Port-sur-Saône,
- Jeanne, mariée à Étienne de Lambrey, écuyer, seigneur de Sorans,
- Clauda, abbesse de Montigny.

Jean de Vesoul, (? - 1546), écuyer, seigneur de Frotey, d'Arpenans et d'Épenoux. Il était reçu dans la confrérie de Saint-Georges avant 1540. Il était inhumé dans l'église d'Arpenans.
Mariage et succession :
Il épousait Jeanne de Basin, issue d'une famille noble de Vesoul, de qui il a :
- Guy qui suit,
- Françoise.

Guy de Vesoul, chevalier, seigneur de Borey, Arpenans et Épenoux. Capitaine d'une compagnie de Chevau-légers dans les Pays-Bas.
Mariage et succession :
Il épousait le 24 avril 1564 Pierrette de Meligny, dame de Remiremont, fille de Nicolas de Meligny, seigneur de Dampierre-sur-le-Doubs. Celle-ci testait le 7 novembre 1572 et choisissait sa sépulture dans l'église d'Arpenans. En secondes noces il épousait Jeanne de Bressey.
Du premier mariage il a :
- Georges,
- Claudine,
- Eve.

Georges de Vesoul, écuyer, seigneur de Raincourt, Borey et Arpenans.
Mariage et succession :
Il épousait le 15 avril 1597 Philipotte de Saint-Belin, fille de François de Saint-Belin, seigneur de Cemboing. Ils testaient le 11 avril 1624. Il a :
- Humbert-Louis,
- Françoise, épouse de Claude d'Éternoz, écuyer,
- Philiberte,
- Claude, qui faisait la branche de Raincourt,
- Maxence, religieuse au monastère d'Onnans.

Humbert-Louis de Vesoul, écuyer, seigneur de Raincourt, Velotte, Borey et Uzelle. Il était reçu dans la confrérie de Saint-Georges en 1630.
Mariage et succession :
Il épousait Antoinette de Falletans le 10 juillet 1634. Le 9 octobre 1648 il épousait en secondes noces Claudine d'Aroz, fille d'Antoine d'Aroz, écuyer, seigneur d'Uzelle. Du second mariage il a :
- Marguerite, mariée le 2 mai 1669 à François Jouffroy, écuyer, seigneur de Novillars et d'Amagney.

## Branche deRaincourt
Claude de Vesoul, troisième fils de Georges de Vesoul et de Philipotte de Saint-Belin. Seigneur et baron de Raincourt et de Pierrecourt, chevalier de Saint-Georges en 1659. Il combattait à la bataille de Casal en Italie ainsi qu'aux sièges d'Yvrey et d'Ast, il était présent à celui de Pontarlier et à la prise du château de Nozeroy. En 1668 le marquis de Castel Rodrigo, gouverneur-général des Pays-Bas, l'employait pour des négociations avec le duc de lorraine. Il servait celui-ci, en 1669 dans les guerres qu'il menait, une fois la paix conclue Claude rentrait en Bourgogne se mettre au service du roi qui le nommait colonel. Il épousait Jeanne-Claudine de Saint-Mauris. Il testait, avec sa femme, en 1670 où il désignait son fils, Ferdinand-Joseph de Vesoul, comme héritier et à défaut de postérité sa nièce Marguerite de Vesoul pour deux tiers  et Louis d'Éternoz son neveu pour un tiers.
Ferdinand-Joseph de Vesoul, (Raincourt1658 -  ), chevalier de Saint-Georges, capitaine d'infanterie.

## Pour approfondir